# Karl Friedrich Otto Vogel

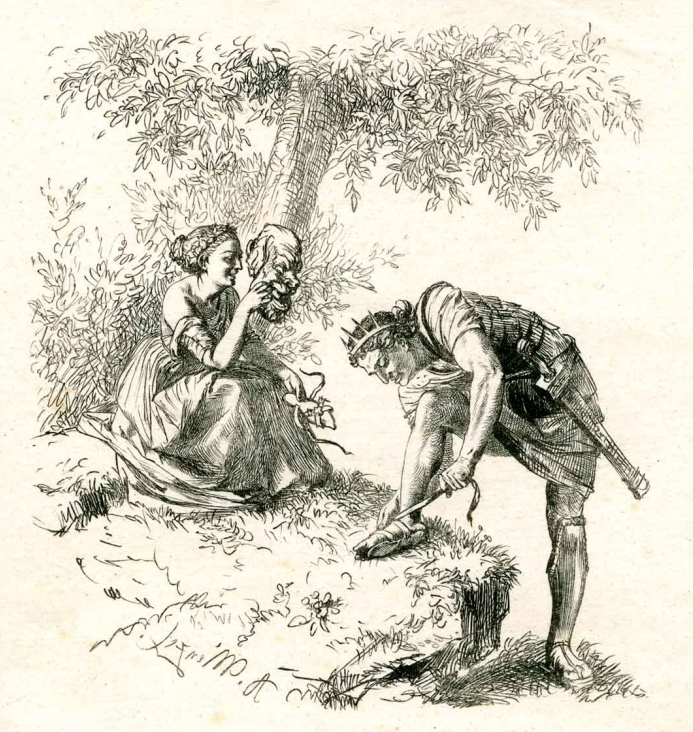
Die friedliche Sandale, Holzstich von Otto Vogel nach einer Zeichnung von Adolph Menzel, Illustration zu den Werken Friedrichs des Großen

Karl Friedrich Otto Vogel (* 15. Januar 1812 in Berlin; † 3. Februar 1851 ebenda) war ein deutscher Holzschneider.
Otto Vogel war ein Sohn des Berliner Formstechers Johann Daniel Vogel und Bruder des Holzschneiders Johann Philipp Albert Vogel (1814–1886). Er besuchte das Gymnasium zum Grauen Kloster und ging dann an die Berliner Kunstakademie. 1834 wurde Vogel beim Verlag J. Baumgärtner in Leipzig neben seinem Bruder als Holzschneider eingestellt. 1838 erschienen die Illustrationen der Brüder Vogel zu den Werken Shakespeares in dem Leipziger Verlag. Hierdurch wurde Adolph Menzel auf Otto Vogel aufmerksam und beauftragte diesen, seine Zeichnungen zur illustrierten Ausgabe (1843–1846) der Werke Friedrichs des Großen in Holz zu schneiden. Während der Arbeiten an der Realisierung der Illustrationen Kaulbachs zur von Decker herausgegebenen Prachtausgabe des Neuen Testaments starb Otto Vogel.
Otto Vogel war befreundet mit dem Maler Carl Gottfried Pfannschmidt.